# Иван Клима
Иван Клима (чеш. Ivan Klíma; Праг, 14. септембар 1931) чешки је књижевник.
За време Другог светског рата био је заточеник концентрационог логора у Терезину. Дипломирао је 1956. године на Филозофском факултету на Карловом универзитету, са темом о Карелу Чапеку. По завршетку студија, кратко време је радио у редакцији листа Kvety, а потом постао уредник часописа Писац.
У периоду од 1963. до 1969. године био је в. д. главног и одговорног уредника Литерарних новина, које су касније промениле име у Литерарни Лист. На универзитету у Мичигену предавао је 1969/70. године, што је довело до забране издавања његових дела у земљи, која је важила све до 1989. године.
Од 1990. одржао је велики број предавања у Сједињеним Државама, Канади, на Новом Зеланду и у Немачкој. Председник чешког Пен-клуба био је у периоду од 1989. до 1993. године, а сада је заменик председника.
Иван Клима је члан Савета Државног фонда за културу, редакцијског савета Литерарног Листа, Извршног савета АМУ, Римског клуба, клуба Ambassador.
Ожењен је и отац је двоје деце.
Његова дела су превођена на тридесетак језика енглески, немачки, нкрајински, хебрејски, шведски, холандски, норвешки, португалски, румунски, француски, хрватски, кинески и мађарски.
Иван Клима сматра се једним од највећих живих чешких писаца.
Објавио је следеће романе:
Час тишине (1963),
Љубавници за једну ноћ (1964),
Брод по имену нада (1969),
Љубавно лето (1972),
Моја весела јутра (1979),
Моје прве љубљви (1985),
Судија из сажаљења (1986), сматра се најбољим источноевропским политичким романом !
Љубав и ђубре (1988),
оји златни занати (1990),
Чекање на мрак, чекање на светло (1993),
Последњи степен поверења (1996),
Премијер и анђео (2003).